# Глюксбурги

Герб династії Глюксбургів

Глюксборги, повна назва  Шлезвіг-Гольштайн-Зьондерборґ-Глюксборги (дан. Slesvig-Holsten-Sønderborg-Glücksborg) — династія данських (з 1863), норвезьких (з 1905) та грецьких (у 1863—1967) королів.
Дім Глюксборгів є молодшим відгалуженням німецької Ольденбурзького дому. Його члени, в різний час, правили в Данії, Норвегії, Швеції, Греції та кількох північних німецьких князівствах.
Король Великої Британії Чарльз III та іспанська королева Софія по батьківській лінії є представниками роду Глюксборгів.

## Герцоги Глюксбурги
- Фрідріх Вільгельм 1816—1831
- Карл Глюкбург 1831—1878
- Фрідріх Глюксбург 1878—1885
- Фрідріх Фердинанд 1885—1934
- Вільгельм Фрідріх 1934—1965
- Петер 1965—1980
- Кристоф 1980—2023
- Фрідріх Фердинанд Глюксбург-Ольденбургський (народився 1985 р.) 2023–

## Королі Греції

Герб грецьких монархів династії Глюксбургів

- Георг I
- Костянтин I
- Александр I
- Георг II
- Павло I
- Костянтин II

## Королі Данії
- Кристіан IX
- Фредерік VIII
- Крістіан X
- Фредерік IX
- Маргрете II
- Фредерік X

## Королі Норвегії
- Гокон VII
- Олаф V
- Гаральд V

## Великобританія
- Филип, герцог Единбурзький
- Чарльз ІІІ
- Вільям